# 体系化政策
体系化政策 (たいけいかせいさく、ルーマニア語: Sistematizarea) は、ニコラエ・チャウシェスクの指揮の下、ルーマニア共産党が行った都市計画事業である。チャウシェスクは1971年の東アジア歴訪中に、北朝鮮で人々が主体思想に染まっていることに感銘を受け、直後に7月テーゼを発表している。1974年に始まった体系化政策では、ルーマニアを「多面的に発展した社会主義の社会」へ転換するという目標が掲げられ、集落、村、町、都市の一部あるいは全体を取り壊し、再建する事業が中心に行われた。

## 農村部の再生
体系化政策は、農村部に再移住を促す事業として始まり、当初の目標は、ルーマニアの田舎に現代的な利点を持ち込むことであった。長年にわたり、ルーマニアの農村部では都市部への人口流出が続いていた（チャウシェスクもまたその一人である）。体系化政策では、1990年までにルーマニアの都市の数を2倍にすることが目指され、数百の村が学校、医療施設、住宅、産業への投資を通して、都市化された産業中心地へと変わっていった。
計画の一環として、人口1,000人を下回る比較的小さな村々は、「不合理的」とみなされ、サービスを減らされたり、住民の強制移住や物理的な破壊が行われたりした。こうした事例の多くでは、古い建物が壊され、近代的な高層住宅団地に置き換えられた後、都市化された町に吸収された。
体系化政策は全国に拡大されたが、はじめのうちはモルダヴィアを中心に実施された。また、オルト県にあるチャウシェスクの出身地、スコルニチェシュティにも影響が及び、事業後に村に残った古い建物は、チャウシェスク家の住宅のみであったといわれる。初期段階の体系化政策は、1980年までには大部分が行われなくなり、この時点で農村部に建設された新住居は、10％ほどであった。
予算の不足もあり、体系化が行われた多くの地域では、開発は良い影響を与えなかった。逆に、自然な農村部の発展には弊害をもたらした。新しい建物を建てる場合は、最低でも2階建てでなければならず、農家は小さな家を建てることができなかった。また、敷地は250㎡までに制限され、村のなかに私有の農場をつくることは禁止された。このような政策は自給自足の農業を収縮させるものであったが、1981年以降、村は農業的に自立することを求められた。
1980年代、ドナウ・ブカレスト運河などの大規模事業に伴って、ブカレスト近郊では多くの村が破壊された。これらの事業は、共産党政権の崩壊後に放棄されている。

## 都市部

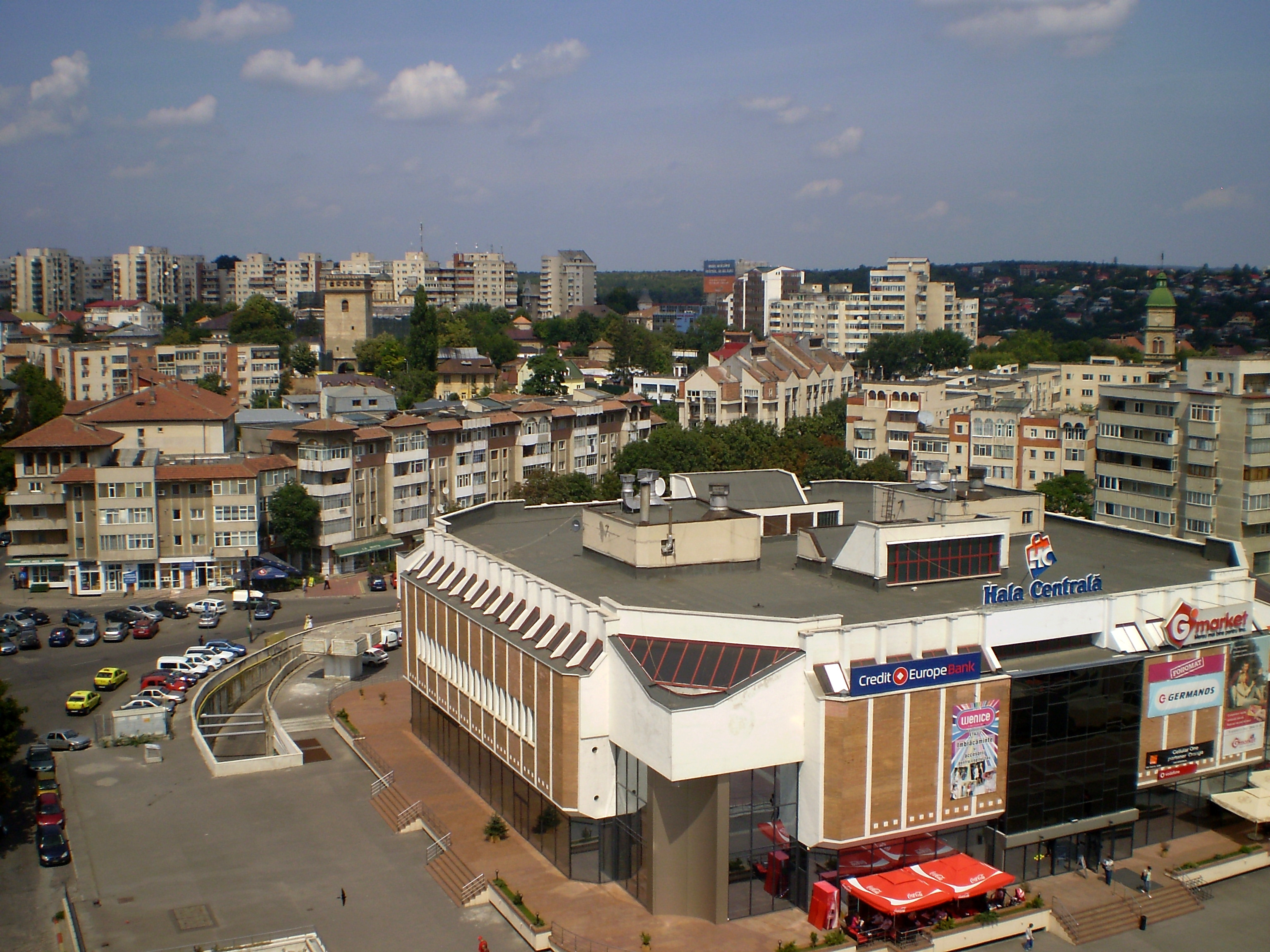
体系化政策が実施されたヤシ

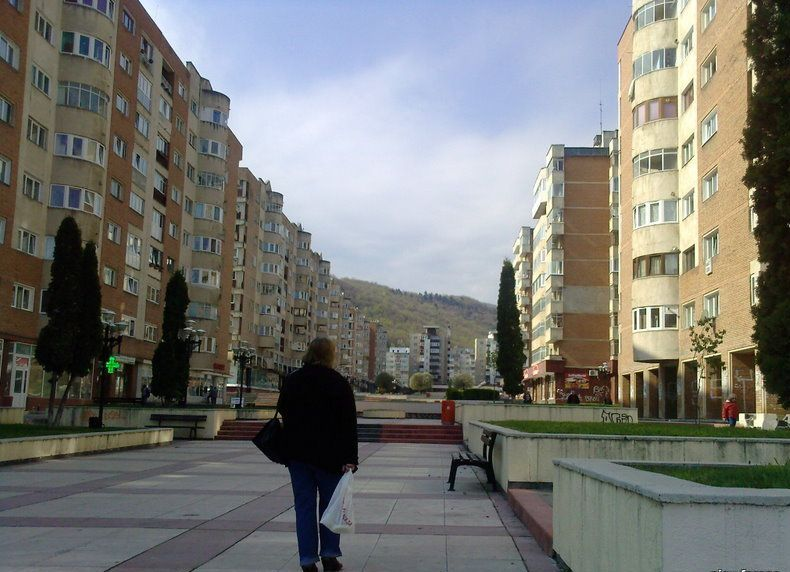
ブラショヴのバレア・チェタツィイ地区

都市部においては、体系化政策で既存の建物（多くが歴史的なものであった）が取り壊され、そこに新しい建物が建設された。例えばヤシは、1970年代から1980年代にかけて大きな変貌を遂げた。ルーマニア全土の大きな都市には、どこであっても高層建築や社会主義時代の建物が建設されたが、旧市街にある歴史的な建物の取り壊しの程度は、都市によって異なる。一部の都市、特に旧市街を取り巻く粗雑な市街地の再建が優先されたクルジュ＝ナポカのような都市では、歴史的建築物の大部分が破壊を免れた。

## ブカレストのチェントルル・チヴィク地区

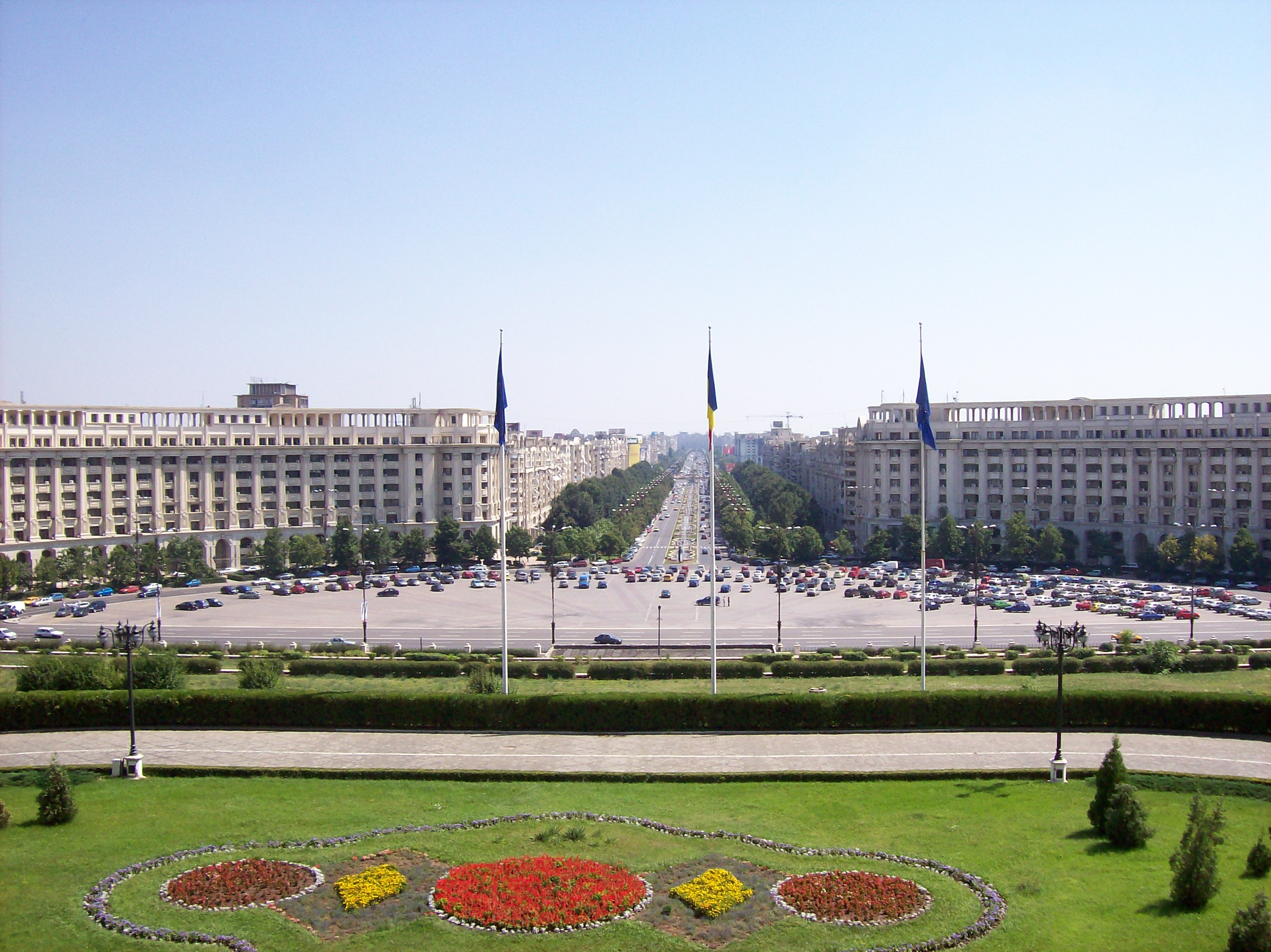
ブカレストのチェントルル・チヴィク地区

1980年代には、巨大なチェントルル・チヴィク（市民センター）地区や国民の館（現在は議事堂宮殿に改称）を建設するため、全体で8k㎡に及ぶブカレストの歴史地区が一掃されるという大規模な取り壊しが行われ、体系化政策の最も極端な事例となった。
チャウシマと揶揄される取り壊し事業では、3つの修道院、20の教会、3つのシナゴーグ、3つの病院、2つの劇場、アールデコ調の競技場など数多くの建築物が失われた。また、地区内に住んでいたおよそ4万人の人々が、たった1回の通知のみで、住居を立ち退いて新たな家に移住することを強いられた。

## 批評

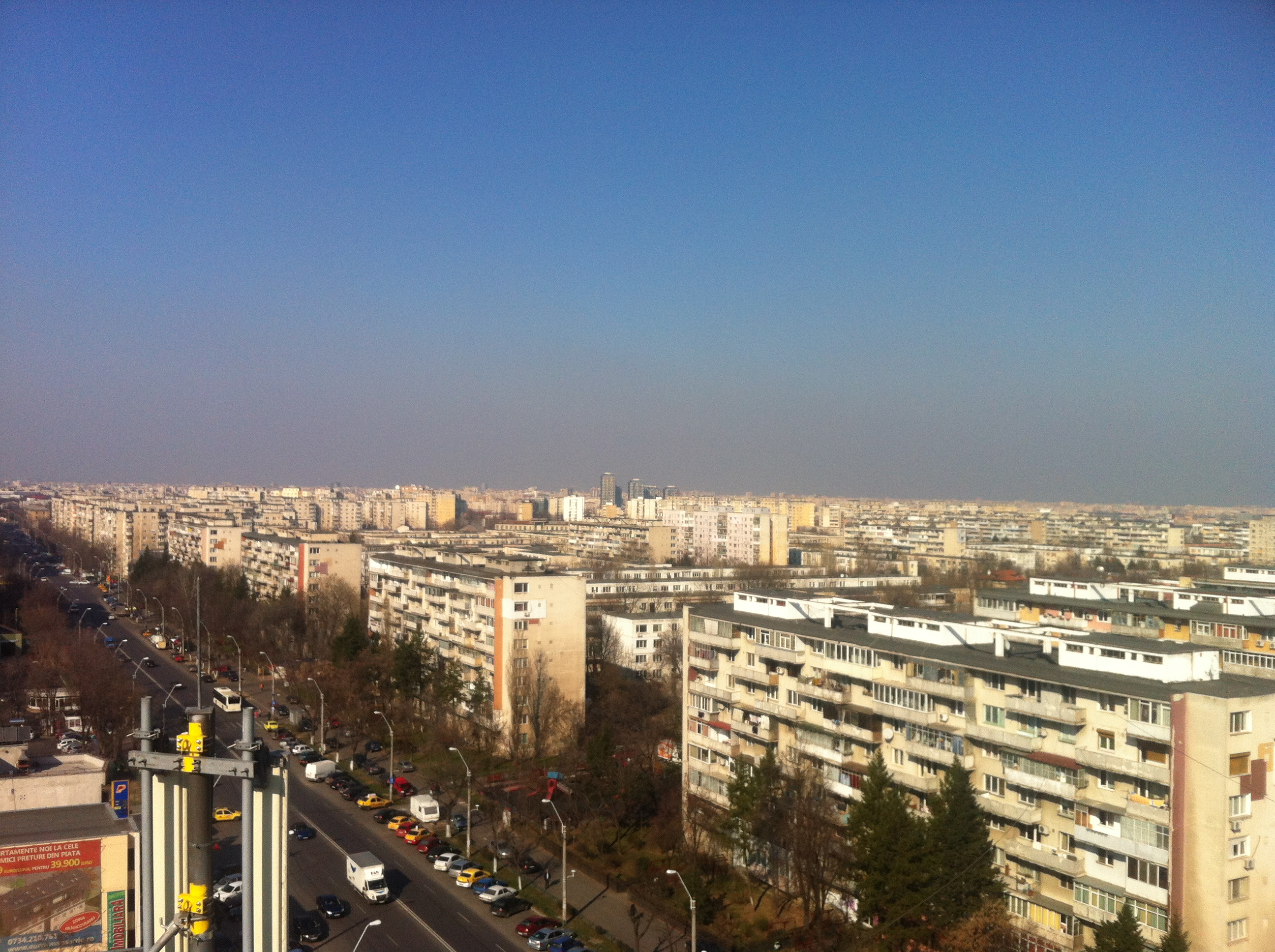
写真のブカレストのように、多くの都市を住宅団地が占めるようになった

体系化政策、特に歴史的な教会や修道院の取り壊しに対しては、トランシルヴァニアの少数派民族抑圧を懸念する、ハンガリーや西ドイツなど数カ国から抗議の声が上がった。こうした反対はあったものの、チャウシェスクは冷戦下において、ソ連の有用な対抗馬として独立した政治的立場を築いていたため、アメリカやほかの西側諸国とも比較的良好な関係を保ち続けた。